# Mira Estrela
Mira Estrela é um município brasileiro do estado de São Paulo. Tem uma população de 2.820 habitantes (IBGE/2010) e área de 216,8 km².

## História

### Formação territorial-administrativa
Histórico da formação do município:
- Distrito criado no município de Cardoso pela Lei nº 5.285, de 18/02/1959
- Município criado pela Lei nº 8.092, de 28/12/1964.

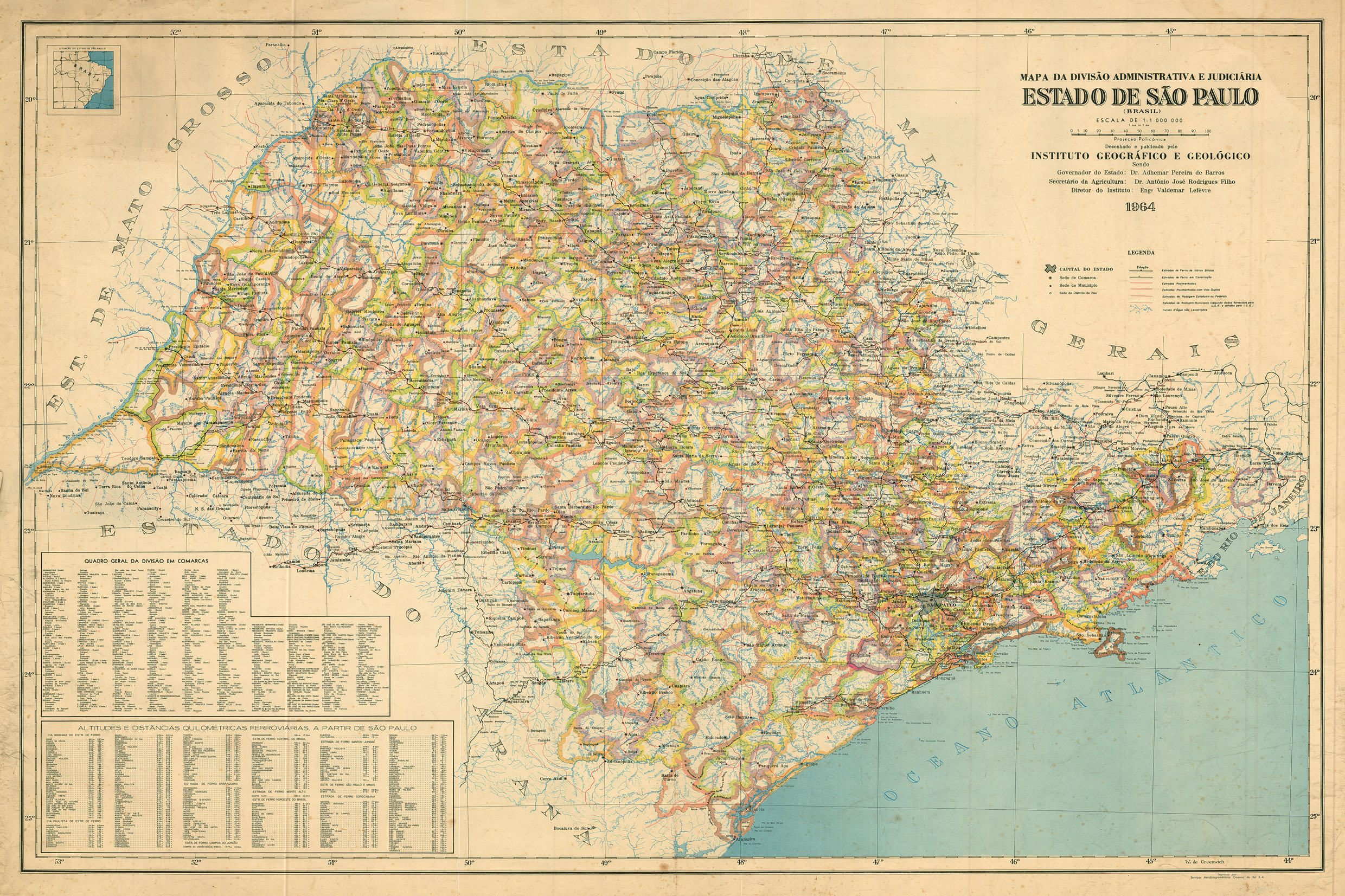
Estado de São Paulo (1964).

## Demografia

### População
| Crescimento populacional                             | Crescimento populacional | Crescimento populacional | Crescimento populacional |
| Ano                                                  | População Total          |                          | %±                       |
| ---------------------------------------------------- | ------------------------ | ------------------------ | ------------------------ |
| 1970                                                 | 4 084                    |                          | —                        |
| 1980                                                 | 2 439                    |                          | −40,3%                   |
| 1991                                                 | 2 667                    |                          | 9,3%                     |
| 2000                                                 | 2 596                    |                          | −2,7%                    |
| 2010                                                 | 2 820                    |                          | 8,6%                     |
| 2022                                                 | 3 126                    |                          | 10,9%                    |
| Est. 2024                                            | 3 199                    | [ 7 ]                    | 2,3%                     |
| Fontes: Censos Demográficos IBGE e Estimativas SEADE |                          |                          |                          |

### Dados demográficos
Dados do Censo - 2010
População total: 2.820
- Urbana: 1.881
- Rural: 939
- Homens: 1.401[11]
- Mulheres: 1.419

Densidade demográfica (hab./km²): 13,01
Dados do Censo - 2000
Mortalidade infantil até 1 ano (por mil): 13,21
Expectativa de vida (anos): 72,70
Taxa de fecundidade (filhos por mulher): 2,20
Taxa de alfabetização: 86,87%
Índice de Desenvolvimento Humano (IDH-M): 0,771
- IDH-M Renda: 0,669
- IDH-M Longevidade: 0,795
- IDH-M Educação: 0,848

(Fonte: IPEADATA)

## Geografia
Localiza-se a uma latitude 19º58'46" sul e a uma longitude 50º08'14" oeste, estando a uma altitude de 458 metros.

### Hidrografia
- Rio Grande

### Rodovias
- SP-527

## Infraestrutura

### Comunicações
O sistema de telefones automáticos foi inaugurado na cidade em 1977 pela Telecomunicações de São Paulo (TELESP), que também implantou o sistema de discagem direta à distância (DDD) em 1989 com o código de área (0174). Anteriormente a cidade era atendida pela Companhia de Telecomunicações do Estado de São Paulo (COTESP).
Na década de 90 o código DDD da cidade foi alterado para (017), para padronização do sistema telefônico com a telefonia celular que estava sendo implantada em todo o estado.

## Administração
O Município de Mira Estrela possui uma estrutura politico-administrativa composta pelo Poder Executivo, chefiado por um prefeito eleito por sufrágio universal, auxiliado diretamente por secretários municipais nomeados por ele, e pelo Poder Legislativo, institucionalizado pela Câmara Municipal de Mira Estrela, órgão colegiado de representação dos munícipes que é composto por vereadores também eleitos por sufrágio universal.

### Atuais autoridades municipais de Mira Estrela
- Prefeita: Priscilla Fernanda Cobacho do Prado "Priscilla do Macarrão" - UB (2021/-)[16]
- Vice-prefeito: Milton Luizon - PSDB (2021/-)[16]
- Presidente da Câmara: Gleice Castrequini - UB (2023/-)[17]

## Religião
O Cristianismo se faz presente na cidade da seguinte forma:

### Igreja Católica
- A igreja faz parte da Diocese de Jales.[19]

### Igrejas Evangélicas
- Assembleia de Deus Ministério do Belém.[20][21]
- Congregação Cristã no Brasil.[22]